# Terinos alurgis
Terinos alurgis är en fjärilsart som beskrevs av Frederick DuCane Godman och Osbert Salvin 1880. Terinos alurgis ingår i släktet Terinos och familjen praktfjärilar. Inga underarter finns listade i Catalogue of Life.